# -up

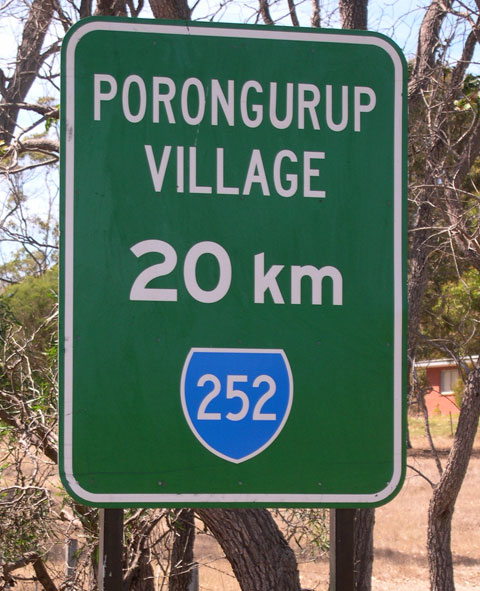
Porongurup là một ví dụ về một địa điểm ở Tây Úc chứa hậu tố "-up" trong tên.

-up /ʌp/ là một hậu tố thường xuất hiện trong tên của các địa danh ở tây nam Tây Úc. 
Hậu tố này bắt nguồn từ một phương ngữ của tiếng Noongar, một ngôn ngữ bản địa Úc, có nghĩa là "nơi của". Hậu tố "-in" hay "-ing" có ý nghĩa tương tự như vậy trong một phương ngữ khác của tiếng Noongar. Các địa danh thường được đặt tên theo các đặc trưng riêng, từ đó tạo nên một "bản đồ trong tâm trí" cho phép thổ dân Úc xác định nơi có thể tìm thấy nước, thức ăn và các nguyên liệu thô khác. Những địa điểm này thường nằm gần nguồn nước ngọt, dẫn đến quan niệm sai lầm phổ biến rằng "up" và "in" có nghĩa là "gần nguồn nước".
Nghĩa và cách phát âm của nhiều tên trong số này đã bị mất đi theo thời gian.
Một số lượng các địa danh có hậu tố này từng có một giai đoạn có tên chứa hậu tố "-upp". Đây là kết quả của việc Cục Khảo sát và Đất đai Tây Úc áp dụng một hệ thống cách viết tên tiếng Úc bản địa do Hội Địa lý Hoàng gia phát minh. Nói một cách đơn giản, hệ thống này quy định cách phát âm của phụ âm như trong tiếng Anh và nguyên âm như trong tiếng Ý. Theo hệ thống này, "up" sẽ được phát âm là /uːp/ oop, trong khi nó được chủ định phát âm là /ʌp/ up. Quy ước chính tả này đã bị hủy bỏ đối với tên của các thị trấn ở tây nam Tây Úc vào năm 1915 vì cách phát âm "u" của người Úc hầu như luôn ngắn.

## Danh sách địa danh
Sau đây là danh sách các địa danh ở Tây Úc có tên kết thúc bằng hậu tố "-up".
| Tên                  | Vị trí                                          | Ý nghĩa của tên (nếu biết)                                                                                         |
| -------------------- | ----------------------------------------------- | --- |
| Amelup               | 34°14′18″N 118°13′16″Đ / 34,23833°N 118,22111°Đ | |
| Badgebup             | 33°36′07″N 117°53′02″Đ / 33,602°N 117,884°Đ     | "nơi của rừng bấc"                                                                                                 |
| Bailup               | 31°44′24″N 116°18′40″Đ / 31,74°N 116,311°Đ      | Không rõ. |
| Balgarup             |                                                 | "nơi của những cây black boy" (Xanthorrhoea preissii).                                                             |
| Balingup             | 33°47′13″N 115°58′55″Đ / 33,787°N 115,982°Đ     | Bắt nguồn từ tên của một chiến binh thổ dân, Balingan.                                                             |
| Banjup               | 32°07′26″N 115°52′34″Đ / 32,124°N 115,876°Đ     | Đặt theo tên Hồ Banjupp.                                                                                           |
| Barragup             | 32°32′38″N 115°47′38″Đ / 32,544°N 115,794°Đ     | Không rõ. |
| Beenup               | 32°13′19″N 116°00′04″Đ / 32,222°N 116,001°Đ     | Cách ghi sai theo tên của Suối Beenyup gần đó. Hiện nay có tên là Byford.                                          |
| Binningup            | 33°08′56″N 115°41′20″Đ / 33,149°N 115,689°Đ     | Bắt nguồn từ dân cư bản địa.                                                                                       |
| Boranup              | 34°08′42″N 115°03′29″Đ / 34,145°N 115,058°Đ     | |
| Boyanup              | 33°29′10″N 115°43′48″Đ / 33,486°N 115,73°Đ      | "nơi có thạch anh"                                                                                                 |
| Boyup Brook          | 33°50′02″N 116°23′17″Đ / 33,834°N 116,388°Đ     | "nơi của khói" |
| Burekup              | 33°19′0″N 115°48′0″Đ / 33,31667°N 115,8°Đ       | Tên bản địa của một loài hoa dại mọc nhiều ở địa phương.                                                           |
| Carbunup River       | 33°42′0″N 115°11′0″Đ / 33,7°N 115,18333°Đ       | Có nhiều ý nghĩa như "nơi của một dòng suối tốt bụng", "nơi của loài chim cốc", và "nơi của những bụi cây gỗ thối. |
| Cardup               | 32°15′25″N 115°59′46″Đ / 32,257°N 115,996°Đ     | "nơi của loài nhông ngựa đua" (Varanus gouldii).                                                                   |
| Chinocup             | 33°32′0″N 118°23′0″Đ / 33,53333°N 118,38333°Đ   | một từ trong ngôn ngữ thổ dân không rõ nghĩa.                                                                      |
| Condingup            | 33°45′N 122°32′Đ / 33,75°N 122,533°Đ            | một từ trong ngôn ngữ thổ dân không rõ nghĩa.                                                                      |
| Coodanup             | 32°33′14″N 115°44′38″Đ / 32,554°N 115,744°Đ     | Không rõ. |
| Cookernup            | 32°59′38″N 115°53′35″Đ / 32,994°N 115,893°Đ     | "nơi của loài Porphyrio".                                                                                          |
| Coolbellup           | 32°04′55″N 115°49′05″Đ / 32,082°N 115,818°Đ     | Tên trong ngôn ngữ thổ dân của một hồ trong khu vực.                                                               |
| Cooloongup           | 32°17′46″N 115°46′48″Đ / 32,296°N 115,78°Đ      | "nơi của trẻ em".                                                                                                  |
| Coolup               | 32°44′0″N 115°52′0″Đ / 32,73333°N 115,86667°Đ   | "nơi của gà lôi rừng".                                                                                             |
| Coomalbidgup         | 33°38′0″N 121°22′0″Đ / 33,63333°N 121,36667°Đ   | "Thú có túi ôpôt cào lên cây & ở kia có nước".                                                                     |
| Cowaramup            | 33°51′05″N 115°06′21″Đ / 33,8514°N 115,1059°Đ   | được cho là bắt nguồn từ cowara, tên trong ngôn ngữ thổ dân của loài Glossopsitta porphyrocephala.                 |
| Culeenup (Cooleenup) | 33°34′34″N 115°46′23″Đ / 33,576°N 115,773°Đ     | |
| Cundinup             | 33°50′56″N 115°48′14″Đ / 33,849°N 115,804°Đ     | |
| Dalyellup            | 33°24′07″N 115°37′30″Đ / 33,402°N 115,625°Đ     | vẫn, nước sủi bọt                                                                                                  |
| Dalyup               | 33°43′0″N 121°36′0″Đ / 33,71667°N 121,6°Đ       | Có thể là từ trong tiếng Noongar để chỉ vẹt hoàng đế hoặc Hookbill.                                                |
| Dandalup             | 32°31′08″N 115°58′05″Đ / 32,519°N 115,968°Đ     | Không rõ. |
| Dardanup             | 33°24′0″N 115°45′0″Đ / 33,4°N 115,75°Đ          | Được cho là một biến thể của từ "Dudingup" trong ngôn ngữ thổ dân, ý nghĩa không rõ.                               |
| Dinninup             | 33°49′0″N 116°32′0″Đ / 33,81667°N 116,53333°Đ   | một tên gọi trong ngôn ngữ thổ dân không rõ nghĩa.                                                                 |
| Dwellingup           | 32°42′54″N 116°03′50″Đ / 32,715°N 116,064°Đ     | "nơi gần nguồn nước".                                                                                              |
| Gelorup              | 33°24′36″N 115°38′28″Đ / 33,41°N 115,641°Đ      | |
| Gidgegannup          | 31°47′31″N 116°11′53″Đ / 31,792°N 116,198°Đ     | "nơi làm ra ngọn giáo". "Gidgie" có nghĩa là ngọn giáo, mác.                                                       |
| Gnowangerup          | 33°56′17″N 118°00′29″Đ / 33,938°N 118,008°Đ     | "nơi gà mallee làm tổ" (Leipoa ocellata).                                                                          |
| Gwelup               | 31°52′34″N 115°47′56″Đ / 31,8762°N 115,7989°Đ   | "hồ nước thay đổi vị trí", bắt nguồn từ "Gwelgannow" có nghĩa là "thay đổi vị trí" hay "bước sang một bên".        |
| Gwindinup            | 33°31′0″N 115°44′0″Đ / 33,51667°N 115,73333°Đ   | Có thể là cách ghi tên suối Gynudup gần đó của cư dân bản địa.                                                     |
| Jacup                | 33°46′48″N 119°09′04″Đ / 33,78°N 119,151°Đ      | |
| Jandabup             | 31°44′28″N 115°51′04″Đ / 31,741°N 115,851°Đ     | "nơi của đại bàng nhỏ".                                                                                            |
| Jerdacuttup          | 33°43′0″N 120°28′0″Đ / 33,71667°N 120,46667°Đ   | Đặt tên theo Sông Jerdacuttup.                                                                                     |
| Jerramungup          | 33°56′31″N 118°54′58″Đ / 33,942°N 118,916°Đ     | "nơi của những cây yate đứng thẳng" (Eucalyptus cornuta).                                                          |
| Jingalup             | 33°58′0″N 117°02′0″Đ / 33,96667°N 117,03333°Đ   | Viết rút gọn theo tên của giếng Kodjingalup ở gần đó.                                                              |
| Joondalup            | 31°44′42″N 115°45′58″Đ / 31,745°N 115,766°Đ     | "nơi của sắc trắng hoặc lấp lánh".                                                                                 |
| Joweelingup          | 32°35′31″N 115°49′55″Đ / 32,592°N 115,832°Đ     | |
| Karnup               | 32°22′05″N 115°49′37″Đ / 32,368°N 115,827°Đ     | Một tên gọi trong ngôn ngữ thổ dân không rõ nghĩa.                                                                 |
| Karrakup             | 32°15′22″N 116°04′12″Đ / 32,256°N 116,07°Đ      | Bắt nguồn từ "Karrak", từ ngữ trong tiếng Nyoongar có nghĩa là vẹt mào đen đuôi đỏ phổ biến trong vùng.            |
| Karrinyup            | 31°52′12″N 115°46′41″Đ / 31,87°N 115,778°Đ      | Nguyên gốc là Careniup, không rõ nghĩa.                                                                            |
| Kebaringup           | 34°02′0″N 118°09′0″Đ / 34,03333°N 118,15°Đ      | Một tên gọi trong ngôn ngữ thổ dân không rõ nghĩa.                                                                 |
| Kendenup             | 34°29′10″N 117°37′44″Đ / 34,486°N 117,629°Đ     | Một tên gọi trong ngôn ngữ thổ dân không rõ nghĩa.                                                                 |
| Kirup                | 33°42′25″N 115°53′31″Đ / 33,707°N 115,892°Đ     | "the place of summer flies".                                                                                       |
| Kojonup              | 33°50′17″N 117°09′07″Đ / 33,838°N 117,152°Đ     | "nơi của rìu đá".                                                                                                  |
| Kudardup             | 34°15′47″N 115°07′26″Đ / 34,263°N 115,124°Đ     | Đặt tên theo Coodardup Mill.                                                                                       |
| Kulikup              | 33°50′0″N 116°41′0″Đ / 33,83333°N 116,68333°Đ   | Không rõ. |
| Kundip               | 33°41′0″N 120°11′0″Đ / 33,68333°N 120,18333°Đ   | Không rõ. |
| Kuringup             | 33°31′N 118°19′Đ / 33,51°N 118,31°Đ             | "nơi của loài Acacia microbotrya".                                                                                 |
| Kwobrup              | 33°36′N 117°58′Đ / 33,6°N 117,967°Đ             | "nơi tốt". |
| Mandogalup           | 32°12′18″N 115°48′54″Đ / 32,205°N 115,815°Đ     | Một tên gọi trong ngôn ngữ thổ dân không rõ nghĩa.                                                                 |
| Manjimup             | 34°14′17″N 116°08′31″Đ / 34,238°N 116,142°Đ     | Một tên trong ngôn ngữ thổ dân được cho là có nguồn gốc từ "Manjin", một loài cây có rễ ăn được.                   |
| Marbelup             | 34°59′0″N 117°44′0″Đ / 34,98333°N 117,73333°Đ   | Không rõ. |
| Marrinup             | 32°40′08″N 116°01′23″Đ / 32,669°N 116,023°Đ     | |
| Mariginiup           | 31°43′19″N 115°49′37″Đ / 31,722°N 115,827°Đ     | [ 15 ] |
| Mayanup              | 33°56′0″N 116°27′0″Đ / 33,93333°N 116,45°Đ      | Không có ý nghĩa hoặc nguồn gốc của tên gọi được đưa ra.                                                           |
| Metricup             | 33°46′41″N 115°07′59″Đ / 33,778°N 115,133°Đ     | |
| Monjebup             | 34°17′35″N 118°32′49″Đ / 34,293°N 118,547°Đ     | |
| Moodiarrup           | 33°37′0″N 116°48′0″Đ / 33,61667°N 116,8°Đ       | Không rõ. |
| Morangup             | 31°37′3″N 116°19′20″Đ / 31,6175°N 116,32222°Đ   | |
| Mullalyup            | 33°44′42″N 115°56′53″Đ / 33,745°N 115,948°Đ     | "nơi các thanh niên xỏ khuyên mũi".                                                                                |
| Mumballup            | 33°31′41″N 116°06′47″Đ / 33,528°N 116,113°Đ     | |
| Mungalup             | 33°24′0″N 116°06′0″Đ / 33,4°N 116,1°Đ           | Không rõ. |
| Munglinup            | 33°43′0″N 120°52′0″Đ / 33,71667°N 120,86667°Đ   | Từ ngữ trong ngôn ngữ thổ dân.                                                                                     |
| Muradup              | 33°51′0″N 116°59′0″Đ / 33,85°N 116,98333°Đ      | Một tên gọi trong ngôn ngữ thổ dân.                                                                                |
| Myalup               | 33°06′07″N 115°41′38″Đ / 33,102°N 115,694°Đ     | Một tên gọi trong ngôn ngữ thổ dân có nguồn gốc từ một đầm lầy gần đó.                                             |
| Nambeelup            | 32°31′55″N 115°49′55″Đ / 32,532°N 115,832°Đ     | |
| Nannup               | 33°58′55″N 115°45′54″Đ / 33,982°N 115,765°Đ     | "nơi dừng" hoặc "nơi của những chú vẹt".                                                                           |
| Narrikup             | 34°46′26″N 117°42′07″Đ / 34,774°N 117,702°Đ     | "nơi của sự trù phú"                                                                                               |
| Needilup             | 33°57′0″N 118°46′0″Đ / 33,95°N 118,76667°Đ      | Không rõ. |
| Neerabup             | 31°41′28″N 115°46′37″Đ / 31,691°N 115,777°Đ     | Có thể là "nơi đầm lầy" hoặc "lưu vực hoặc hồ nhỏ".                                                                |
| Noggerup             | 33°35′0″N 116°10′0″Đ / 33,58333°N 116,16667°Đ   | Không rõ. |
| Nornalup             | 34°59′28″N 116°49′19″Đ / 34,991°N 116,822°Đ     | "nơi của rắn đen" (Norn, tên của một loài thuộc chi Pseudechis).                                                   |
| Nowergup             | 31°38′13″N 115°44′46″Đ / 31,637°N 115,746°Đ     | "nơi của nước có vị ngọt".                                                                                         |
| Ongerup              | 33°57′58″N 118°29′10″Đ / 33,966°N 118,486°Đ     | "nơi của chuột túi đực".                                                                                           |
| Palgarup             | 34°10′26″N 116°10′30″Đ / 34,174°N 116,175°Đ     | |
| Peringillup          | 33°56′0″N 117°38′0″Đ / 33,93333°N 117,63333°Đ   | Không rõ. |
| Pingrup              | 33°32′0″N 118°30′0″Đ / 33,53333°N 118,5°Đ       | Có thể là "nơi cỏ mọc đầy".                                                                                        |
| Pootenup             | 34°14′0″N 117°38′0″Đ / 34,23333°N 117,63333°Đ   | "nơi của những cây mallee lai bản địa".                                                                            |
| Porongurup           | 34°39′50″N 117°52′26″Đ / 34,664°N 117,874°Đ     | |
| Qualeup              | 33°50′0″N 116°48′0″Đ / 33,83333°N 116,8°Đ       | Một tên gọi trong ngôn ngữ thổ dân của một hồ nước gần đó.                                                         |
| Quedjinup            | 33°38′N 115°05′Đ / 33,63°N 115,08°Đ             | |
| Quigup               | 33°58′0″N 115°42′0″Đ / 33,96667°N 115,7°Đ       | Không rõ. |
| Quindalup            | 33°32′0″N 116°00′0″Đ / 33,53333°N 116°Đ         | "nơi của loài Isoodon obesulus".                                                                                   |
| Takalarup            | 34°36′N 118°2′Đ / 34,6°N 118,033°Đ              | |
| Tambellup            | 34°02′28″N 117°38′31″Đ / 34,041°N 117,642°Đ     | có thể là "nơi của sấm".                                                                                           |
| Wadjemup             | 31°59′53″N 115°32′46″Đ / 31,998°N 115,546°Đ     | Tên trong tiếng Noongar của Đảo Rottnest, có nghĩa là "nơi xuyên qua nước".                                        |
| Wagerup              | 32°56′53″N 115°54′18″Đ / 32,948°N 115,905°Đ     | "nơi của đà điểu Emu".                                                                                             |
| Wannanup             | 32°35′53″N 115°38′38″Đ / 32,598°N 115,644°Đ     | |
| Warawarrup           | 33°02′53″N 115°54′43″Đ / 33,048°N 115,912°Đ     | |
| Wattleup             | 32°10′12″N 115°49′26″Đ / 32,17°N 115,824°Đ      | Đặt tên theo đường Wattleup.                                                                                       |
| Wilyabrup            | 33°47′0″N 115°2′0″Đ / 33,78333°N 115,03333°Đ    | |
| Wokalup              | 33°06′36″N 115°52′52″Đ / 33,11°N 115,881°Đ      | Không rõ. |
| Wonnerup             | 33°37′26″N 115°25′12″Đ / 33,624°N 115,42°Đ      | "place of the Aboriginal woman's digging or fighting stick".                                                       |
| Woogenellup          | 34°31′48″N 117°49′41″Đ / 34,53°N 117,828°Đ      | |
| Yallingup            | 33°38′24″N 115°01′41″Đ / 33,64°N 115,028°Đ      | Nơi của những hang động                                                                                            |
| Yalup Brook          | 32°54′0″N 115°54′0″Đ / 32,9°N 115,9°Đ           | |
| Yangebup             | 32°07′44″N 115°49′08″Đ / 32,129°N 115,819°Đ     | Bắt nguồn từ từ "yanget" trong ngôn ngữ thổ dân, Tên của một loài lanh hoặc cỏ lõi bấc bản địa.                    |
| Yoongarillup         | 33°42′0″N 115°25′0″Đ / 33,7°N 115,41667°Đ       | |
| Yornup               | 34°03′22″N 116°10′12″Đ / 34,056°N 116,17°Đ      | |
| Yunderup             | 32°34′34″N 115°47′28″Đ / 32,576°N 115,791°Đ     | Bắt nguồn từ "Yoondooroop", cách viết nguyên gốc của một hòn đảo trong lưu vực sông Sông Murray.                   |